# Sidofriktion
Sidofriktion är den del av den totala vägfriktionen som förare av vägfordon normalt utnyttjar under körning i kurva. För att kunna samtidigt bromsa och kontrollerat styra i en kurva krävs både bromsfriktion och sidofriktion. Sidofriktionen är mindre än hälften av bromsfriktionen.